# Zdenko Uzorinac
Zdenko Uzorinac (Zagreb, 7. srpnja 1929. – 10. lipnja 2005.) hrvatski stolnotenisač, trener, novinar, športski pisac i povjesničar športa.

## Životopis

### Športska karijera
Rođen 7. srpnja 1929. u Zagrebu; počeo igrati stolni tenis kao 12-godišnjak u HAŠK-u s Vinekom i Krešom Horvatom (dvije godine kasnije postaje prvakom Zagreba u mješovitim parovima s Blankom Pečnik), nastavio je u "Mladosti" sa Žarkom Dolinarom, a od 1951. prešao među "grafičarce"...
Bio je protagonist obrambene igre, s oštro rezanim lopticama. Pokretljiv i brz na nogama, s osjećajem za anticipaciju. U igri su mu dominirale postojanost i samopouzdanje. Bio je prirodno izdržljiv, borben i dobrih živaca. Sudjelovao je na 38 svjetskih i europskih stolnoteniskih prvenstava, kao reprezentativac, "Večernjakov" izvjestilac ili kao član Međunarodne stolnoteniske federacije (ITTF) i Europske stolnoteniske unije (ETTU). U dresu GSTK "Zagreb" osvojio je prvo mjesto u Kupu europskih prvaka 1962. što je smatrao svojim najvrednijim športskim doprinosom rodnom gradu. Tada su tri hrvatska stolnotenisača, Vogrinc, Hrbud i Uzorinac bili prvi od svih športaša ( prije vaterpolista, rukometaša, košarkaša ) koji su na ovim našim prostorima osvojili naslov pobjednika tog renomiranog europskog natjecanja. Sudjelovao je u osvajanju tri naslova momčadskog prvaka i dva Kupa Jugoslavije; vlasnik je 25 naslova prvaka Hrvatske u raznim disciplinama u razdoblju 1945. – 1966. Osvojio je brončanu medalju na svjetskom stolnoteniskom prvenstvu u Beču 1951. ( Swaythling Cup ); pobjednik Međunarodnog prvenstva Sarajeva 1958. i 1964., međunarodnog turnira u Londonu ( 1958 ), polufinalist singla na Međunarodnom prvenstvu Jugoslavije 1950. i otvorenog prvenstva Engleske (English Opena) 1961. u igri parova; pobjednik u igri parova na veteranskom otvorenom prvenstvu SAD-a (US Openu) u Baltimoreu 1990. Svjetski stolnoteniski novinarski prvak, Prag 1963. i svjetski teniski novinarski vice- prvak, Portorož 1989. Kao trener ženske ekipe ASTK Mladost osvaja tri uzastopna prvenstva Jugoslavije i 1969. godine Europski kup.

### Spisateljska karijera
S vremenom, nakon poduže natjecateljske karijere, transformirao se u stolnoteniskog trenera, športskog pisca, publicista i povjesničara športa.
Zdenko je objavio više stolnoteniskih i teniskih knjiga (14) - napisao je prvu cjelovitu povijest svjetskog stolnoteniskog športa - Stolnoteniske legende, Od Londona 1926. do Sarajeva 1973. i od Sarajeva do Novog Sada, 50. godina stolnoteniskog športa, Šest desetljeća stolnog tenisa, monografije GSTK Vjesnik - Zagreb ( u povodu 25. godišnjice Kluba),ASTK Mladost, Pamučna industrija - Duga Resa, Stolnoteniski ABC, Antun Stipančić zlatna ljevica hrvatskog športa, Zagrebački pingič, Dolinar - 5 života u jednom, zatim Teniske legende i Teniske legende i asovi. Petnaesta knjiga: Stolnoteniska Elita koju je pripremao za svjetsko prvenstvo u stolnom tenisu u rodnom Zagrebu ostala je nedovršena...
Bio je suradnik je Leksikografskog zavoda u Enciklopediji fizičke kulture i u Sportskom leksikonu, časopisu Povijest hrvatskog športa te u knjizi "Olimpizam u Hrvata". Objavio je velik broj članaka i komentara u dnevnom tisku posebno na stranicama "Večernjeg lista" kao i u inozemnim stolnoteniskim časopisima i revijama. Autor je mnogih prigodnih stolnoteniskih publikacija. Dobitnik je najviše športske nagrade Franjo Bučar, ITTF-ov Red zaslužnih (ITTF Order of Merit), novinarske godišnje nagrade za šport.

### Privatno
Cijeli radni vijek proveo je u Grafičkom zavodu Hrvatske. U GZH je upoznao i Silvu Sotošek, s kojom se krajem 1966. godine i oženio, a dvije godine kasnije dobili su sina Damira. Preminuo je 10. lipnja 2005. nakon kratke, ali teške bolesti.

## Djela
- "Od Londona 1926. do Sarajeva 1973.: retrospektiva svjetskih prvenstava u stolnom tenisu", Vjesnik, Zagreb, 1973.
- Teniske legende, Spektar, Zagreb, 1984.
- Teniske legende i asovi, Prosvjeta, Bjelovar; Hrvatski teniski savez, Zagreb, 1997.
- Stolnoteniske legende, Prosvjeta, Bjelovar, 1999.